# Robert Skidelsky
Robert Jacob Alexander (25 aprile 1939) è uno storico ed economista britannico di origine russa e autore di una pluripremiata biografia in tre volumi sull'economista britannico John Maynard Keynes (1883-1946). Ha studiato storia al Jesus College di Oxford ed è professore emerito di economia politica all'Università di Warwick, in Inghilterra.

## Opere
- Politicians and the Slump (1967)
- English Progressive Schools (1969)
- Oswald Mosley (1975)
- John Maynard Keynes: Hopes Betrayed, 1883–1920 (1983)
- John Maynard Keynes: The Economist as Savior, 1920–1937 (1992)
- Interests and Obsessions: Historical Essays (1993)
- The World After Communism: A Polemic for our Times (1995) pubblicato in America come The Road from Serfdom: The Economic and Political Consequences of the End of Communism
- Keynes (1996)
- John Maynard Keynes: Fighting for Britain, 1937–1946 (2000)
- Keynes: The Return of the Master (2009)
- How Much Is Enough? Money and the Good Life con Edward Skidelsky  (2012)
- Money and Government: The Past and Future of Economics (2018)

## Premi e riconoscimenti
- Wolfson History Prize: 1993 vincitore con John Maynard Keynes: The Economist as Saviour, 1920–1937[2]
- Duff Cooper Prize: 2000 vincitore con John Maynard Keynes: Fighting for Britain 1937-1946[3]
- James Tait Black Memorial Prize: 2001 vincitore con John Maynard Keynes: Fighting for Britain 1937-1946[4]